# ダリオ・ポベダ
ダリオ・ポベダ・ロメラ（Darío Poveda Romera、1997年3月13日 - ）は、スペイン・サン・ビセンテ・デル・ラスペイグ出身のサッカー選手。FCカルタヘナ所属。ポジションはフォワード。

## クラブ経歴
バレンシア州アリカンテ県サン・ビセンテ・デル・ラスペイグに生まれ、2008年、11歳でビジャレアルCFの下部組織に入った。2016年3月13日、テルセーラ・ディビシオンのUDベニガニム戦でシニアチームデビュー。
2016年8月21日、セグンダ・ディビシオンBのUEコルネジャ戦にてリザーブチームデビューを飾った。この2016-17シーズン、Cチームでリーグ戦16ゴールを挙げ、同年5月30日にBチーム昇格が決定した。
2017年8月17日、ついにトップチームデビューを果たした。レバンテUDとのリーグ戦にて、後半30分にマヌ・トリゲロスとの交代でピッチに入り、カンテラ時代から過ごしたビジャレアルでのトップチームデビューを飾った。翌年7月23日、アトレティコ・マドリードBへの移籍が決まった。
アトレティコ・マドリードでのトップチームデビューは2019年11月23日のグラナダCF戦だった。2020年8月31日、同じく1部リーグで戦うヘタフェCFへの期限付き移籍が決定した。
2021年3月14日、ヘタフェが買取オプションを行使したため、ヘタフェへの完全移籍が決定した。